# عمالة مقاطعات الفداء مرس السلطان

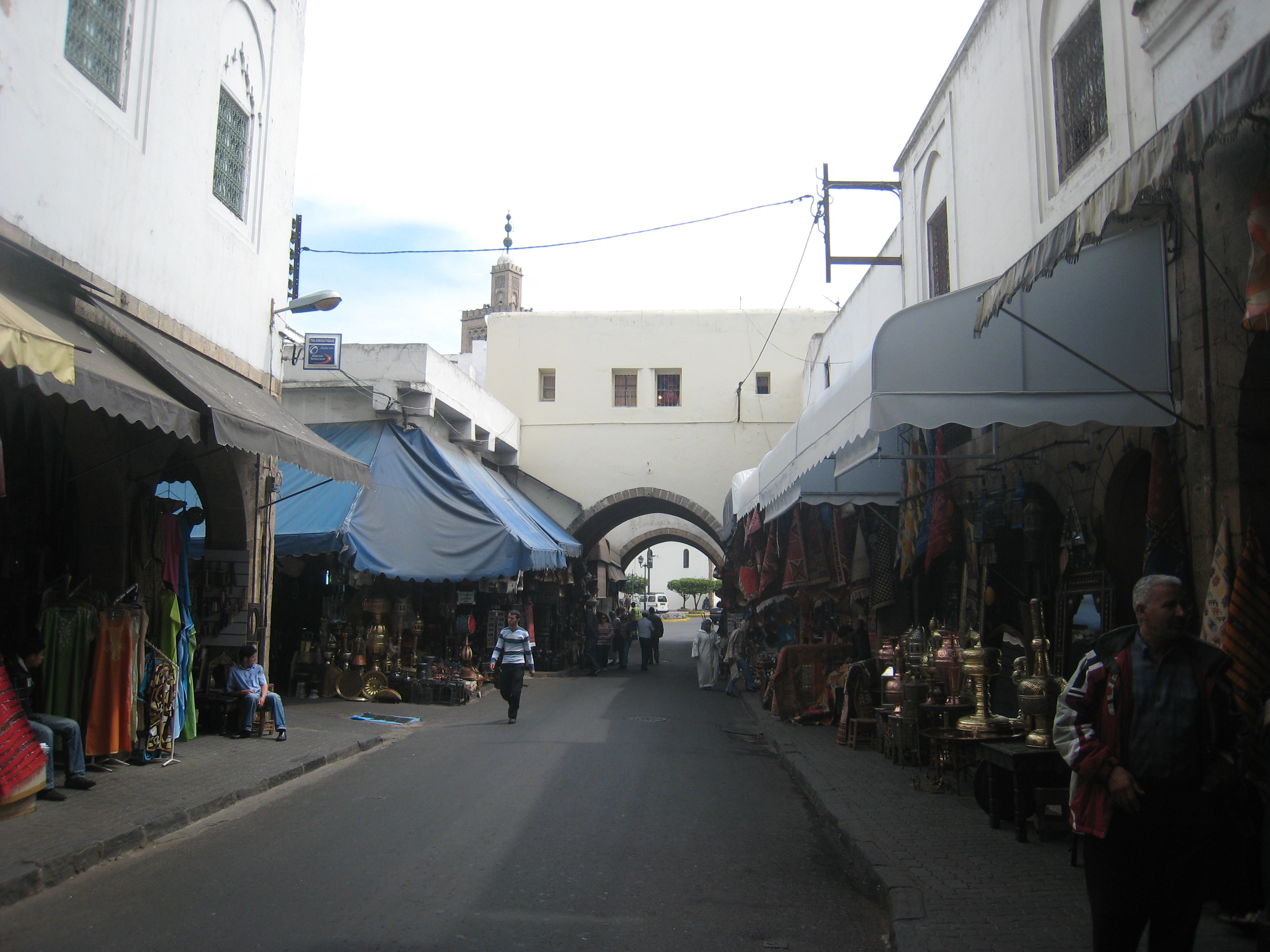
حي الحبوس أحد النقاط التي تتميز بجمالية خاصة بعمالة الفداء مرس السلطان

عمالة الفداء مرس السلطان، عمالة تضم مقاطعتي الفداء ومرس السلطان تقع غرب المملكة المغربية من جهة الدار الكبرى حسب التقسيم الإداري المغربي، وهي تتوسط خريطة مدينة الدار البيضاء، تضم عدة أحياء في الدار البيضاء.

## المقاطعات
تضم «عمالة الفداء - مرس السلطان» المقاطعات التالية:
- مقاطعة الفداء:
- مقاطعة مرس السلطان: